# Hypostomus virescens
Hypostomus virescens es una especie de pez de la familia Loricariidae.

## Morfología
Los machos pueden llegar a alcanzar los 7,3 cm de longitud total.

## Distribución geográfica
Se encuentran en la cuenca superior del río Amazonas, en el Perú.